# Santé au travail
La santé au travail est une démarche interdisciplinaire, associant employés et employeurs, dans le but de créer un lieu de travail favorable à la santé et notamment de lutter contre le harcèlement au travail et contre la « discrimination salariale selon l’état de santé ».
Cette démarche met en place des programmes de bien-être au travail axés sur l’organisation, l'individu (le travailleur) et les équipes. Elle associe les aspects toxicologiques et environnementaux, sociaux, psychosociaux, ergonomiques et organisationnels de l'activité professionnelle, avec les problèmes de santé individuels, familiaux et communautaires. Le travailleur est considéré dans sa globalité et non sous un angle purement clinique.
La santé au travail, concept apparu au début des années 1980, rejoint ainsi le concept de la « promotion de la santé au travail », apparu dans les années 1990; et le thème de la Santé et sécurité au travail. La médecine du travail fait partie de cet ensemble.

## Définitions

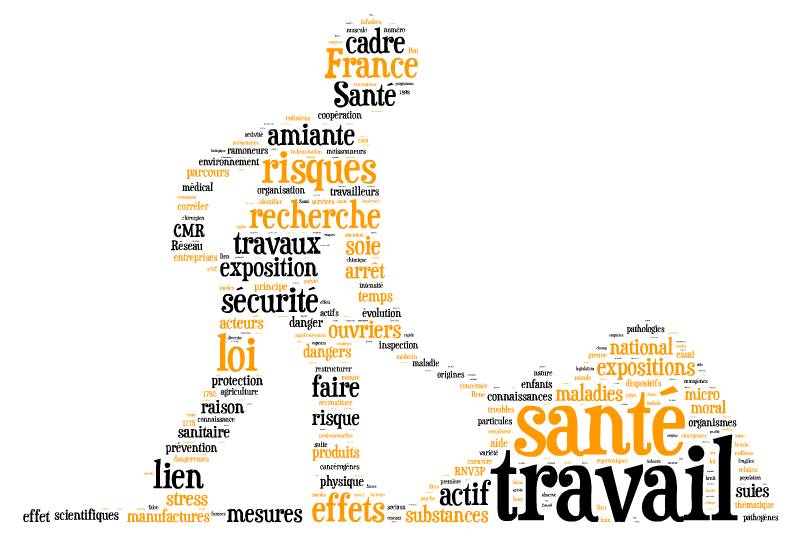
La santé au travail (France)

Le texte des Conventions et Recommandations de l'OIT se trouvent reprises en références.
La définition de la santé proposé par la Convention 155 de l'OIT de 1981 portant sur la sécurité et la santé au travail est la suivante : « le terme « santé », en relation avec le travail, ne vise pas seulement l'absence de maladie ou d'infirmité; il inclut aussi les éléments physiques et mentaux affectant la santé directement liés à la sécurité et à l'hygiène du travail. »
Un pas supplémentaire est franchi par la Convention 161 de l'OIT de 1985 portant sur les services de santé au travail : « l'expression « services de santé au travail » désigne un service investi de fonctions essentiellement préventives et chargé de conseiller l'employeur, les travailleurs et leurs représentants dans l'entreprise en ce qui concerne : i) les exigences requises pour établir et maintenir un milieu de travail sûr et salubre, propre à favoriser une santé physique et mentale optimale en relation avec le travail ; ii) l'adaptation du travail aux capacités des travailleurs compte tenu de leur état de santé physique et mentale », ajoutant en son article 9, que « les services de santé au travail devraient être multidisciplinaires ».
La Recommandation 171 de l'OIT de 1985 va préciser les missions des services de santé.
La promotion de la santé au travail (voir introduction ci-dessus) se conjugue avec la santé au travail dans la Convention no 187 de l'OIT de 2006 portant sur le cadre promotionnel pour la sécurité et la santé au travail, mettant ainsi en avant les avis conjoint OMS – OIT : « l'expression « culture de prévention nationale en matière de sécurité et de santé » désigne une culture où le droit à un milieu de travail sûr et salubre est respecté à tous les niveaux, où le gouvernement, les employeurs et les travailleurs s'emploient activement à assurer un milieu de travail sûr et salubre au moyen d'un système de droits, de responsabilités et d'obligations définis et où le principe de prévention se voit accorder la plus haute priorité. »
Le Comité mixte OMS-OIT, en 1995, définit ainsi la Santé au travail : « la santé au travail s’articule autour de trois objectifs distincts : (i) préservation et promotion de la santé du travailleur et de sa capacité de travail ; (ii) amélioration du milieu de travail et du travail, qui doivent être rendus favorables à la sécurité et la santé, et (iii) élaboration d’une organisation et d’une culture du travail qui développent la santé et la sécurité au travail. Cette culture s’exprime, en pratique, dans les systèmes de gestion, la politique en matière de gestion du personnel, les principes de participation, les politiques de formation, et la gestion de la qualité. »
Le Centre canadien d'hygiène et de sécurité au travail (CCHST) définit ainsi la Santé au travail : « La santé au travail est une approche globale et intégrée en matière de santé qui vise toutes les personnes dans un lieu de travail et l'organisation dans son ensemble. Cette approche s'applique à une grande variété d'aspects touchant à la santé - conditions physiques et psychosociales, environnement, pratiques en matière de santé, ressources personnelles, etc. - par l'intermédiaire de programmes, de politiques et de pratiques. »
Au sens large, la santé au travail peut inclure le travail non salarié (épouse et enfants d'agriculteurs ou d'artisans par exemple qui dans de nombreux pays apportent une aide conséquente au travailleur principal), dont celui des enfants et étudiants dans les locaux scolaires (médecine scolaire), qui sont souvent situés dans des zones où l'air est pollué et parfois construits sur des sites pollués.

## Pratiques actuelles
Si le terme de « santé au travail » est ancien, il s'est défini progressivement, permettant à chaque pays de préserver ses pratiques, tout en les faisant évoluer vers la pluridisciplinarité, ce qui est un moyen, dans le but d'une démarche globalisante de prise en charge de la santé et le bien-être des travailleurs par eux-mêmes.
Cette démarche s'inscrit dans une démarche de promotion de la santé qui est « le processus qui confère aux populations les moyens d'assurer un plus grand contrôle sur leur propre santé, et d'améliorer celle-ci. » (Charte d'Ottawa, OMS, 1986).
Des sujets émergents sont progressivement intégrés dans le champ de la santé au travail, tels que : les effets sociopsychologiques ou d'autres pathologies induites par une informatisation poussée du télétravail, le télétravail, le travail en situation dégradée (guerre, pandémie, catastrophe naturelle…) , le travail avec le big data, avec les robots (dont dans le domaine de la santé et des soins à la personne) et/ou en interaction avec une intelligence artificielle, le travail dans l'espace (dans la station orbitale), l'adaptation au changement climatique (comment travailler en période de canicule par exemple), l'ubérisation…

### Qualité de vie au travail (QVT)
Ce concept, tel qu'il est utilisé semble avoir une origine anglo-saxonne plus ancienne, formalisée par les théories des organisations dans les années 1970. Ce concept évolue, par exemple en intégrant le télétravail ou de nouveaux modes de travail, dont le travail collaboratif, l'économie contributive, sociale et solidaire.
En France, l’intérêt pour ce sujet remonte au moins à 1973 avec la création de l'Anact. On est passé progressivement de la protection de la santé physique à la protection de la santé mentale des salariés (ou artisans), d’une logique de réparation / sanction des atteintes à la santé mentale des travailleurs à une logique de prévention des risques psychosociaux, d’une logique de prévention à une logique de promotion de la qualité de vie au travail. Les négociations des partenaires sociaux ont abouti le 8 juillet 2013, à un Accord National Interprofessionnel (ANI) sur la qualité de vie au travail et l'égalité professionnelle. La médecine du travail y trouve sa place selon les pratiques nationales. Les extrêmes de ces pôles sont d'une part les pratiques anglo-saxonnes (Grande-Bretagne et États-Unis d'Amérique) où les pratiques sont d'abord normatives dans un cadre multidisciplinaire et où la médecine du travail trouve une place congrue, lorsqu'elle existe et d'autre part les pratiques françaises, plus individuelles, où la médecine du travail est au centre du processus pluridisciplinaire.
Les autres pays se situent entre ces deux pôles dans leur façon d'aborder la santé et la qualité de vie au travail.

## Accident du travail
Qu’il soit considéré comme dû au hasard, comme un aléa prévisible de certaines activités professionnelles, ou comme conséquence directe des formes contemporaines d’organisation du travail, l’accident du travail n’est que la face la plus visible des atteintes à la santé dues au travail.
Une recherche menée en Suisse montre que le traitement social particulier dont l’accident fait l’objet est à mettre en relation avec les raisons qui expliquent l’émergence et le développement de l’assurance accidents, c’est-à-dire la suppression d’un éventuel conflit de classe sur la responsabilité de l’accident. Le développement assurantiel permet en effet de déplacer le conflit entre patronat et classe ouvrière, potentiellement dangereux pour l’ordre capitaliste, du terrain collectif et politique vers le terrain personnel et administratif.

## Santé et précarité
Les travailleurs précaires sont exposés à des risques de santé accrus. Ceux-ci proviennent de leur moindre protection, de travaux auxquels ils sont affectés et de leur moindre souci de protection.

### Moindre protection
Les travailleurs précaires ne bénéficient pas de toutes les prérogatives du droit du travail. Leurs contrats sont moins protecteurs en matière de santé. Ils sont moins informés et formés et, de ce fait, exclus des dispositions dynamiques de prévention.

### Affectations préjudiciables
Les tâches les plus pénibles et les plus dangereuses sont transférées aux salariés précaires, souvent dans le cadre de sous-traitances en cascades. Dans l’industrie nucléaire ils sont nombreux dans des activités pas ou faiblement qualifiées (décontaminations, calorifugeage, tri des déchets, etc.). Dans le bâtiment ils sont affectés à des tâches que « personne de l’entreprise n’accepterait de faire ». Les nuisances qui en résultent à moyen et long terme sur leur santé sont occultées du fait de leur précarité. La précarisation rend invisible l’exposition aux cancérogènes et rend improbable leur traçabilité.

### Moindre souci de protection
La peur de perdre leur emploi incite les précaires à relativiser les risques encourus au travail, voire à les occulter. Lors de la visite médicale d’embauche ou de nouvelle affectation les précaires demandent au médecin du travail de ratifier l’avis d’aptitude, même à mauvais escient, de crainte de ne pas être embauchés ou d’être licenciés. Les femmes enceintes cachent leur état. La sous-déclaration des accidents de travail augmente avec le niveau de précarité et le degré de sous-traitance. Les accidents de travail sont sous représentés chez les précaires notamment par crainte de perdre l’emploi ou par inexpérience et non formation. Le taux de sous-déclaration est estimé à 20 % pour l’ensemble de la population mais il se monterait à 59 % chez les jeunes de moins de 30 ans. Les jeunes peu diplômés sont les plus touchés par la précarité de l’emploi. Selon Philippe Askenazy, l’insécurité de l’emploi et l’intensité du travail imprègnent les débuts de leur carrière professionnelle. Du fait de leur précarité les jeunes sont moins en mesure de se préserver : présentéisme important, surinvestissement dans le travail, non-prise des jours de congés payés ou d’arrêt maladie. Ainsi des quadragénaires d’aujourd’hui montrent des signes d’usure prématurée.

## Partenaires de la santé au travail
L'acteur principal de la santé au travail est le travailleur lui-même qui doit être capable de prendre en main sa santé (d'une manière globale et intégrée, voir les définitions).
L'employeur, sa ligne hiérarchique et les représentants des travailleurs au sein de l'entreprise sont en deuxième ligne.
Autour de ce triptyque, vont agir des « spécialistes » de la santé au travail. Ces derniers relèvent des pratiques nationales. Relevons parmi ceux-ci, les épidémiologistes, les ergonomes, les hygiéniste du travail et/ou industriels, les infirmières du travail, les ingénieurs de sécurité, les médecins du travail, les psychologues industriels, les toxicologues industriels, etc.

## Dans le monde, et selon les pays
Le stress et la pénibilité du travail font l'objet d'une attention croissante.
Pour sensibiliser à la question des relations de travail, il existe une Journée mondiale de la gentillesse, le 13 novembre (World Kindness Day). Promue par le World Kindness Movement créé à Singapour en 2000, elle est mise en œuvre en 2011 dans une quinzaine de pays, avec un appel pour la bienveillance au travail lancé en France en 2011.
D'après les recherches de Jeffrey Pfeffer, professeur en comportement organisationnel à Stanford, un mauvais management est à l'origine de 8% des frais de santé annuels aux États-Unis et de 120.000 décès chaque année.

### Belgique
La santé au travail se conjugue en Belgique de façon très diversifiée. La clé-de-voûte de la santé au travail est l'analyse des risques, selon diverses méthodologies. Autour de ce concept s'organise les intervenants en santé au travail, qui sont de deux types. D'une part, les conseillers en prévention et des intervenants qui ne sont pas nommément repris dans la législation en tant que conseiller en prévention, par exemple les infirmier(e)s du travail, les épidémiologistes, les personnes de confiance dans l'entreprise, des intervenants spécifiques en promotion de la santé, etc.
Les Conseillers en Prévention sont répartis dans 3 "niveaux de formation": le niveau 1 (ergonome, hygiéniste du travail, ingénieur de sécurité, médecin du travail, spécialiste du psychosocial comme les psychologues par exemple), le niveau 2 et le niveau 3 (ou niveau de base). L'obligation de disposer de tel ou tel niveau de compétences dépend des caractéristiques de l'entreprise (type de travail, nombre de travailleurs…).
En pratique, au niveau des entreprises, il existe les Services internes de Santé au travail (SIPP), qui comportent obligatoirement un "Conseiller en Prévention", qui a suivi une formation de type technique plus ou moins importante selon l'importance et les risques présentés par une entreprise. Cet "ingénieur de sécurité" peut être entouré d'autres préventeurs, assurant ainsi un début de multidisciplinarité. Ces SIPP peuvent également, c'est facultatif et si l'entreprise est suffisamment grande, comporter un service interne de médecine du travail.
Les entreprises doivent également s'affilier à un Service externe de Prévention et de Protection au travail (SEPP), pour assurer toutes les tâches qu'elles ne peuvent remplir elles-mêmes. Ces SEPP comportent toujours deux sections. Une section multidisciplinaire d'analyse et de gestion des risques (qui comportent l'ensemble des spécialités réglementées de conseillers en prévention), et une section de médecine du travail.

### France

Schéma synoptique (non exhaustif) de la Santé au travail en France.

Schéma synoptique (non exhaustif) montrant la structuration des Services de santé dans le dispositif de prévention.
En savoir plus : Santé au travail en France.

La santé-sécurité au travail en France a été repensée et organisée après la Deuxième Guerre mondiale pour protéger la force de travail, et s'est imposée comme raison d'être de la sécurité sociale, sous pression des syndicats de travail : c'est la naissance de la médecine du travail (spécialité médicale en France).
L'Institut national de recherche et de sécurité pour la prévention des maladies professionnelles et des accidents du travail (INRS), association loi de 1901 à but non lucratif, financé par la Caisse nationale de l'assurance maladie des travailleurs salariés (CNAMTS] (la Sécurité sociale) a été créé en 1947 (sous le nom d'INS) sous l'égide la Sécurité sociale, avec pour objectif la prévention des risques professionnels, notamment au travers d'études et recherches, de formation, d'information (sites web, brochures, affiches, revues…) et d'assistance aux entreprises, salariés, préventeurs (CHSCT, etc.), et médecins du travail et services de santé au travail.
La mission des services de santé au travail en France évolue progressivement en intégrant d'autres valeurs : le « manager » est lui aussi impliqué avec comme idée générale de changer les relations travail-santé : « le travail fabrique de la santé ».
Les nombreux exemples de catastrophes en matière de santé au travail (plomb, amiante, SIDA, vache folle, Tchernobyl, hépatite B…) ont amené la mise en place du principe de précaution en France. Les juges, plus sévères, usent de la « faute inexcusable » contre les employeurs en faute. De récentes jurisprudences ont montré l'importance de ce changement (Alsthom 2007 : l'exposition à l'amiante suffit à la condamnation, la maladie n'est pas nécessaire).
De nouveaux risques sont pris en compte cancérogène, mutagène et reprotoxique, psychosociaux, troubles musculosquelettiques… Leur particularité est de ne pas être liés à un métier spécifique, et ils concernent aussi les cadres.
La relation travail-santé devient un enjeu pour la France. L'Eurogip évalue par exemple que le coût annuel du stress au travail était en Europe en 2010 de 20 milliards d'euros. Ainsi, 50 à 60 % des journées de travail perdues seraient liées au stress. Malgré les moyens mis en œuvre, de nombreuses personnes restent insatisfaites.

### Francophonie
Au niveau francophone, le Réseau francophone de formation en santé au travail (RFFST) propose de regrouper les acteurs de la santé au travail et les formateurs en formation supérieure. Il s'agit d'une initiative de ministères et d'institutions d'origines diverses. Le RFFST a pour mission de mutualiser du matériel pédagogique pour la formation des managers et ingénieurs, en école d'enseignement supérieur et en entreprise. Les outils sont accessibles gratuitement sur le site du réseau.
Ce réseau a finalement cessé son activité en 2014, et le site n'est désormais plus accessible.